# Sette Soldati della Vittoria
I Sette Soldati della Vittoria (conosciuti anche come I Legionari della Legge) sono una squadra immaginaria di supereroi dei fumetti nell'Universo DC. Comparvero per la prima volta in Leading Comics n. 1 (Inverno 1941), e furono creati da Mort Weisinger e Mort Meskin.

## Sette Soldati della Vittoria

### Pre-Crisi
I Sette Soldati della Vittoria (conosciuti anche come I Legionari della Legge) vengono la seconda squadra di supereroi della DC Comics, dopo la Justice Society of America. Come la Justice Society, i membri dei Sette Soldati sono stati tirati fuori dall'antologia dei fumetti DC: Vigilante (da Action Comics); Vendicatore Cremisi (da Detective Comics); Freccia Verde e Speedy (da More Fun Comics); Cavaliere Splendente (da Adventure Comics); Star-Spangled Kid e Stripesy (da Star-Spangled Comics). È da notare che, a differenza di molti gruppi di supereroi, questo include due spalle, Speedy e Stripesy, come membri. D'altra parte, anche la spalla del Vendicatore Cremisi, Wing, prese parte alle avventure della squadra, e fu in ogni modo un "ottavo Soldato", ma non viene mai considerato un membro ufficiale del team.
Tutti tranne uno dei suoi membri (il Cavaliere Splendente, un cavaliere arturiano magico sfollato nel tempo che cavalca un cavallo alato e usa abilità sovrumane, una spada e un'armatura incantate) alcuni personaggi potrebbero essere umani privi di poteri che fanno affidamento su armi convenzionali o addestramento al posto di capacità sovrumane.
L'origine della squadra si verifica quando il genio criminale chiamato "La Mano" (in seguito "Mano di Ferro"), credendosi malato terminale, affida i suoi più grandi piani inutilizzati ad altri cinque supercriminali che ha salvato dalla polizia (Big Caesar, the Dummy, the Needle, Professor Merlino e il Drago Rosso) per commettere atti malvagi negli Stati Uniti con il nome di "le cinque dita della mano" e dimostrare il suo genio al mondo. La Mano sfida anche i cinque nemici dei cattivi (Vendicatore Cremisi, Vigilante, Star-Spangled Kid e Stripesy, Freccia Verde e Speedy e il Cavaliere Splendente, rispettivamente) a fermare i criminali, presumendo che falliranno. Tuttavia, gli eroi sconfiggono le cinque dita della mano. Gli eroi convergono alla base della Mano dopo che ha rivelato dove si trova; il cattivo ha trovato una cura per la sua condizione e decide di eliminare gli eroi per poter rimanere libero, ma gli eroi sfuggono alle sue trappole. Quando il cattivo cerca di usare una macchina a raggi di fulmini contro di loro, il Vigilante spara a un componente cruciale del dispositivo, facendo cadere i macchinari sulla Mano e apparentemente uccidendolo. Decidendo di lavorare bene insieme, gli eroi formano i Sette Soldati della Vittoria.
I Sette Soldati della Vittoria compaiono nei primi quindici numeri di Leading Comics. Nemici noti inclusero Stella Nera, Mano di Ferro, Dummy (nemico di Vigilante), ed il Dr. Droome, uno dei molti nemici che ha una macchina del tempo. Un copione di Joseph Samachson degli anni quaranta fu successivamente serializzato in Adventure Comics dal n. 438 al n. 443 del 1975, in cui ogni capitolo era illustrato da un artista diverso (inclusi Dick Dillin, Mike Grell, Lee Elias, e Jose Luis Garcia Lopez).
La squadra fa ritorno in Justice League of America dal n. 100 al n. 102. Durante la celebrazione del centesimo incontro della Justice League of America, questa fu convocata su un altro universo dalla Justice Society, dove una mano eterea gigantesca controllata da Mano di Ferro minaccia di distruggere il loro mondo. L'unico modo di distruggere la mano è di trovare i leggendari Sette Soldati della Vittoria, che hanno sconfitto una minaccia simile nella forma di Nebula Man molti anni prima, al prezzo, però, della loro stessa esistenza, così che nessuno ricordi chi siano. Un Oracolo non terrestre rivela alle due squadre che i Sette Soldati vengono scagliati nel tempo, e che una moltitudine di eroi erano stati inviati per trovarli.
Dottor Fate, Atomo ed Elongated Man trovano il Vendicatore Cremisi in Messico, dove fu colto da amnesia e credeva di essere il dio Sole Azteco. Superman, Sandman e Metamorpho salvano il Cavaliere Splendente dalle orde di Gengis Khan. Hawkman, Dottor Mid-Nite, e la Wonder Woman della Golden Age trovano l'altro Freccia Verde nell'Inghilterra medievale, dove viene scambiato per Robin Hood. Batman, Hourman e Starman ritrovano Stripesy nell'antico Egitto. Freccia Verde della Silver Age, Black Canary e Johnny Thunder con Thunderbolt salvano Vigilante da una tribù di indiani nel vecchio West. Aquaman, Wildcat e Hal Jordan salvano Star-Spangled Kid, che si trovava 50000 anni nel passato. Zatanna, Barry Allen e Red Tornado liberano Speedy dalle grinfie di Circe nell'antica Grecia. Alan Scott, Mister Terrific e Dick Grayson vanno alla ricerca dell'identità di un Soldato sconosciuto, la cui tomba giace nelle montagne del Tibet, dove i Sette Soldati della Vittoria cadono dopo aver sconfitto Nebula Man.
I Sette Soldati si riuniscono e crearono una nuova Nebula Rod per scontrarsi con la Mano ideata da Mano di ferro. Sfortunatamente, chiunque avrebbe utilizzato la Nebula Rod sarebbe certamente deceduto (infatti, la tomba dell'ultimo Soldato è quella di Wing, che muore per salvare il mondo, utilizzando la vecchia versione della Nebula Rod). Mentre gli eroi discutono su chi avrebbe dovuto sacrificarsi, l'androide Red Tornado prende la Nebula Rod e distrugge la Mano, distruggendo, apparentemente, sé stesso nel processo.
L'unico altro incontro del gruppo in un'era moderna più avanzata (sia nell'era pre- che post-Crisi sulle Terre infinite) fu in Infinity Inc. n. 11, in cui Vigilante, Cavaliere spendente, Freccia Verde, Speedy e Star-Spangled Kid si incontrano alla tomba di Lee Travis, l'uomo conosciuto come Vendicatore Cremisi. Ci volevano due anni perché il gruppo ne confermasse la morte (è morto salvando Gotham City da una massiccia quantità di esplosivi in DC Comics Presents n. 38).

### Primo gruppo post-Crisi
Nella continuità retroattiva post-Crisi originale del gruppo, sia Wing che la spalla del Vigilante, Stuff, il Ragazzo di Chinatown viene promosso a membro ufficiale, per rimpiazzare Freccia Verde e Speedy, che vengono rimossi dalla continuità attiva. Stuff non compare mai durante le storie originali di Leading Comics, mentre un uomo più maturo di nome Billy Gunn aiuta Vigilante nelle sue missioni nel fumetto.
Questa particolare continuità retroattiva viene cambiata ancora una volta alla fine degli anni novanta, in Stars and S.T.R.I.P.E.S. n. 9. Mentre Stuff rimane membro, Wing non diventa un Soldato ufficiale (perché Vendicatore Cremisi, il suo mentore, vuole che faccia qualcosa di meglio con la sua vita). Il posto vacante nel gruppo viene riempito da Alias il Ragno, un arciere che compare originariamente in Crack Comics della Quality in un fumetto intitolato Alias the Spider. Il problema con il nuovo Ragno è che è un malvagio criminale - ed in questa particolare avventura, lavora con il nemico della squadra, Mano di Ferro, che crea il Nebula Man originale. Il Ragno sabota il nuovo Nebula Rod che i Soldati costruiscono per sconfiggere Nebula Man e manda gli eroi a combattere una battaglia infruttuosa. Il subdolo arciere quindi uccide Billy Gunn e falisceì nel tentativo di assassinio di Wing. Wing cerca gli altri Soldati e riparano il nuovo Nebula Rod, utilizzandolo per distruggere Nebula Man. Wing muore, ed i suoi compagni vengono di nuovo gettati nel tempo e più tardi furono ritrovati dalla JLA e dalla JSA. L'unica differenza principale tra questa storia e quella originale fu che Vigilante viene ritrovato solo dopo aver passato molti anni a combattere per la verità nel vecchio West.
I Sette Soldati non vengono riformati nella Modern Age. Tre degli originali - Cavaliere Splendente, Vigilante e Stripesy (adesso STRIPE) - rimangono. Il gruppo viene l'ispirazione delle nuove generazioni. La prima è Stargirl, che inizialmente indossa il costume di Star-Spangled Kid in memoria di Sylvester Pemberton. Adesso possiede l'eredità, porta avanti anche l'eredità di Starman. Il secondo è il nuovo Vendicatore Cremisi, che compare sporadicamente nella serie JSA. Dovette fare ancora una comparsa in Un Anno Dopo, che viene vista verso la fine di Crisi infinita. Il terzo è Gardner grayle, Atomic Knight. L'ultimo è il nuovo Sir Justin nel progetto di Grant Morrison.

### Secondo gruppo post-Crisi
Un altro gruppo prende il nome dei Sette Soldati della Vittoria nel numero di Showcase della serie limitata conosciuta come Silver Age. Questo gruppo, messo insieme per aiutare la Justice League of America e gli altri eroi principali per battere la minaccia di Agamemno, consistente di: Adam Strange, Batgirl, Blackhawk, Deadman, Mento, Metamorpho, ed il nuovo Cavaliere splendente.
Il Cavaliere Splendente di questo gruppo è Gardner Grayle, protagonista di The Atomic Knight della Silver Age; nelle storie precedenti che furono dopo la serie limitate della Silver Age, divenne Atomic Knight e si unisce agli Outsiders. Questa fu l'unica comparsa di questo particolare assemblaggio.

## Membri

### Pre-Crisi
- Crimson Avenger (Lee Travis)
- Star-Spangled Kid (Sylvester Pemberton)
- Stripesy (Pat Dugan)
- Vigilante (Greg Sanders)
- Shining Knight (Sir Justin/Justin Arthur)
- Green Arrow (Oliver Queen)
- Speedy (Roy Harper)
- Wing come "ottavo Soldato non ufficiale"

### Primo team post-Crisi
- Crimson Avenger (Lee Travis)
- Star-Spangled Kid (Sylvester Pemberton)
- Stripesy (Pat Dugan)
- Vigilante (Greg Sanders)
- Stuff il Ragazzo di Chinatown (Victor Leong, spalla del Vigilante)
- Shining Knight (Sir Justin/Justin Arthur)
- Alias il Ragno (Tom Hallaway/Thomas Ludlow)
- Wing come "ottavo Soldato non ufficiale"
- Squire (Percy Sheldrake), successivamente Knight (vedi anche Ted Knight), li accompagnò in una missione

### Secondo team post-Crisi
- Batgirl (Barbara Gordon)
- Blackhawk
- Metamorpho
- Mento
- Deadman
- Adam Strange
- Cavaliere splendente (Gardner Grayle)

## Altri media
La formazione originale dei sette Soldati comparve nella serie animata Justice League Unlimited come membri della League. Nell'episodio della terza stagione Spirito patriottico (Patriot Act), si confrontano con un generale Eiling trasformatosiin una specie di mostro simile ad Hulk, mentre rappresentavano la League ad una parata.
Essenzialmente il gruppo era la versione dei Soldati originali, inclusi:
- Freccia Verde
- Vigilante
- Shining Knight
- S.T.R.I.P.E. (lo Stripesy originale)
- Stargirl (conosciuta originariamente, nella continuità del fumetto, come la seconda Star-Spangled Kid)

Il sesto ed il settimo membro, Crimson Avenger e Speedy, arrivarono nel mezzo della battaglia come rinforzi. Speedy comparve rinnovato dopo la versione della serie animata Teen Titans, sebbene più grande e meglio costruito della sua controparte dei Titans.